# Tumursukh Jal
 (décembre 2023).
Jal Tumursukh, né en 1964 à Ulaan-Uul, est un garde forestier et militant écologique mongol. Il est nommé en 2012 directeur du parc national d'Uulan Taiga, au nord du pays.

## Jeunesse et famille
Jal Tumursukh naît en 1964 à Ulaan-Uul, dans la province de Khövsgöl. Il est issu d'une famille de nomades darkhats comptant onze enfants. Dès son jeune âge, il chasse avec son père,.

## Études et carrière
Durant les années 1980, il suit des études de biologie à l'université nationale de Mongolie, dans le but de devenir fonctionnaire au ministère des affaires intérieures (en) ou professeur de chimie. Mais en 1987, il fait un rêve qui l'incite à quitter la capitale pour revenir dans sa province natale et devenir garde forestier,,.
En 2012 ou 2014, il devient directeur du parc national d'Uulan Taiga. Il est à ce titre notamment l'interlocuteur privilégié des populations nomades et impliqué dans la négociation avec eux pour les détourner des pratiques ancestrales de chasse qui mettent en danger la biodiversité, notamment envers les grands mammifères,,,. En dix ans, le parc retrouve une faune sauvage.
Un des atouts de Tumursukh Jal est d'avoir recruté comme gardes du parc d'anciens braconniers soigneusement choisis parmi les plus influents, qui connaissent parfaitement la région. Ce recrutement se fait en partie par des menaces de sanction, mais surtout en présentant le métier de garde comme porteur de sens contrairement à l'activité de braconnage qui, selon Tumursukh Jal, amène à une autodestruction spirituelle,.
En 2015, le fils aîné de Jal, Lkhagvasumberel Tumursukh, chercheur étudiant la panthère des neiges, est tué dans son combat pour protéger ce félin. Son père estime que des entreprises minières cherchant à prospecter une zone non encore protégée sont responsables de cet assassinat.